# حركة العمل الشعبية
حركة العمل الشعبية (بالإنجليزية: People's Action Movement)، هي حزب سياسي في سانت كيتس ونيفيس. شارك في الإنتخابات التشريعية الأخيرة، التي جرت في 25 يناير 2010م، وفاز خلالها بـ32.24% من الأصوات الشعبية، و2 من أصل 8 من المقاعد المتنازع عليها. زعيم الحزب هو شون ريتشاردز.

## روابط خارجية
- Official web site